# Каневские зори
«Каневские зори» — общественно-политическая газета Каневского района Краснодарского края. Основана 15 мая 1931 года — в то время она называлась «Знамя ударника». В 1956 году газета была переименована в «Зарю коммунизма». С 1991 года выходит как «Каневские зори». С 1995 года выходит приложение для семейного чтения — «Вечерняя газета».
Газета «Каневские зори» — обладатель Гран-при VII Всероссийского фестиваля СМИ, VIII Всероссийского фестиваля СМИ «За журналистскую акцию, получившую большой общественный резонанс», дипломант конкурса «Лучшая идея газетного бизнеса», проводимого журналом «Журналист».